# ناو کلاس پلوراس
کروزر کلاس پلوراس (به انگلیسی: Pelorus-class cruiser) یک کلاس از کشتی است که طول آن ۳۰۰ فوت (۹۱٫۴ متر) می‌باشد.